# Кипець Делявіня
Кипець Делявіня (Koeleria delavignei) — вид рослин родини тонконогові (Poaceae), поширений від сх. Європи до Сибіру (Білорусь, Україна, Росія, Казахстан).

## Опис
Багаторічна трав'яниста рослина росте у вільних скупченнях або пучках. Кореневище витягнуте. Стебла висхідні, 80–100 см завдовжки. Листові піхви голі. Листові пластини плоскі або згорнуті, 20–30 см × 0.75 мм, середньо-зелені; поверхня гладка. Суцвіття — лінійна перервана вільна волоть до 6–9 см завдовжки й 1–1.5 см ушир. Колоскові луски стійкі, подібні, нижня — 0.7–0.8 довжини верхньої колоскової луски, верхня ж завдовжки з родючу лему. Родюча лема довгаста; 3.5–4.5 мм завдовжки; мембранна; блискуча. Верхня квіткова луска завдовжки з лему. Пиляків 3.

## Поширення
Поширений від сх. Європи до Сибіру (Білорусь, Україна, Росія, Казахстан).
В Україні вид зростає у заплавах річок, переважно на луках середнього та високого рівня — у пн. ч. Лівобережжя, досить часто; на Правобережжі в окр. Києва, Білої Церкви та Димерському р-ні Київської обл.